# Xã Beaver, Quận Pike, Ohio
Xã Beaver (tiếng Anh: Beaver Township) là một xã thuộc quận Pike, tiểu bang Ohio, Hoa Kỳ. Năm 2010, dân số của xã này là 1.369 người. Tên của xã có nghĩa là hải ly.